# Иван Боримечката
Иван Боримечката е второстепенен литературен герой от романа на Иван Вазов „Под игото“ (1894) и неговото продължение „Нова земя“ (1896).
В „Под игото“ Боримечката е селянин от село Алтъново, който взема участие във въстанието в Клисура. Слабообразован и простоват, но с голяма физическа сила и ентусиазъм, той става един от дейните участници в неговата организация. Известна е сцената, в която той изнася на гръб на хълм край селото черешово топче и се провиква оттам, за да предупреди селяните, че ще се стреля с него.
В „Нова земя“ Иван Боримечката, който след въстанието е заминал за Румъния и донякъде се е образовал, след Освобождението е забогатял чрез присвояване на добитък, избран е за кмет и депутат от източнорумелийската Либерална партия и участва активно в Съединението. Тук Вазов, който е политически противник на либералите, го обрисува в немного благоприятна светлина.
Персонажът е портретиран от българските актьори Петко Карлуковски, за екранизацията от 1952 г., и Николай Обрешков, за тази от 1990 г. 

## Прототип
Според първата хипотеза, прототип на Иван Боримечката е Иван Танков Козаров (1852 – 1878), козар от Клисура, който също е известен с прозвището Боримечката и участва в Априлското въстание. За разлика от героя на Вазов, след въстанието Танков е заловен и изпратен на заточение в Акра, където умира в началото на 1878 година.
Според втората хипотеза, Вазов почерпил вдъхновение от друг образ. Лично присъствал, докато Никола Корчев позирал на художника Ярослав Вешин за известната му картина „Самарското знаме“, откъдето харесал знаменосеца за художествен персонаж.

## Други
На Иван Боримечката са наречени улиците „Иван Боримечката“ в квартал „Дървеница“ (Карта) и „Боримечка“ в квартал „Симеоново“ (Карта) в София.